# جمعية العروة الوثقى
جمعية العروة الوثقى جمعية سرية أسسها الشيخ جمال الدين الأفغاني بالتنسيق مع محمد عبده سنة 1885 في باريس وبيروت.

## يمين جمعية العروة الوثقى كما كتبه محمد عبده
كانت مجلة العروة الوثقى - التي أصدرها جمال الدين الأفغاني ومحمد عبده في باريس - لسان حال جمعية سرية عرفت أيضاً بهذا الاسم جمعية العروة الوثقى ولم يكن يتاح لأعضاء الجمعية البوح بواحد من أسرارها حسب المادة 26 من دستور الجمعية:«لا يباح لأحد من رجال العقد أن يذكروا شيئاً من أحوالهم ومقاصدهم ومذاكراتهم عند من ليس من مقصده في شيء، بل لا يباح التصريح باسم العقد وأهله إلا لمن حصلت له الثقة بحاله عند رجال العقد.» ولم يُقدم محمد رشيد رضا على فتح ملف هذه الجمعية حتى أصبحت كما يقول من الحوادث التاريخية، حيث نشر دستور هذه الجمعية عام 1931 وذيله بذكر اليمين الذي كان يحلفه المنتسب إليها، وهو من وضع الأستاذ الإمام محمد عبده، ونصه: